# Engraving Copyright Act

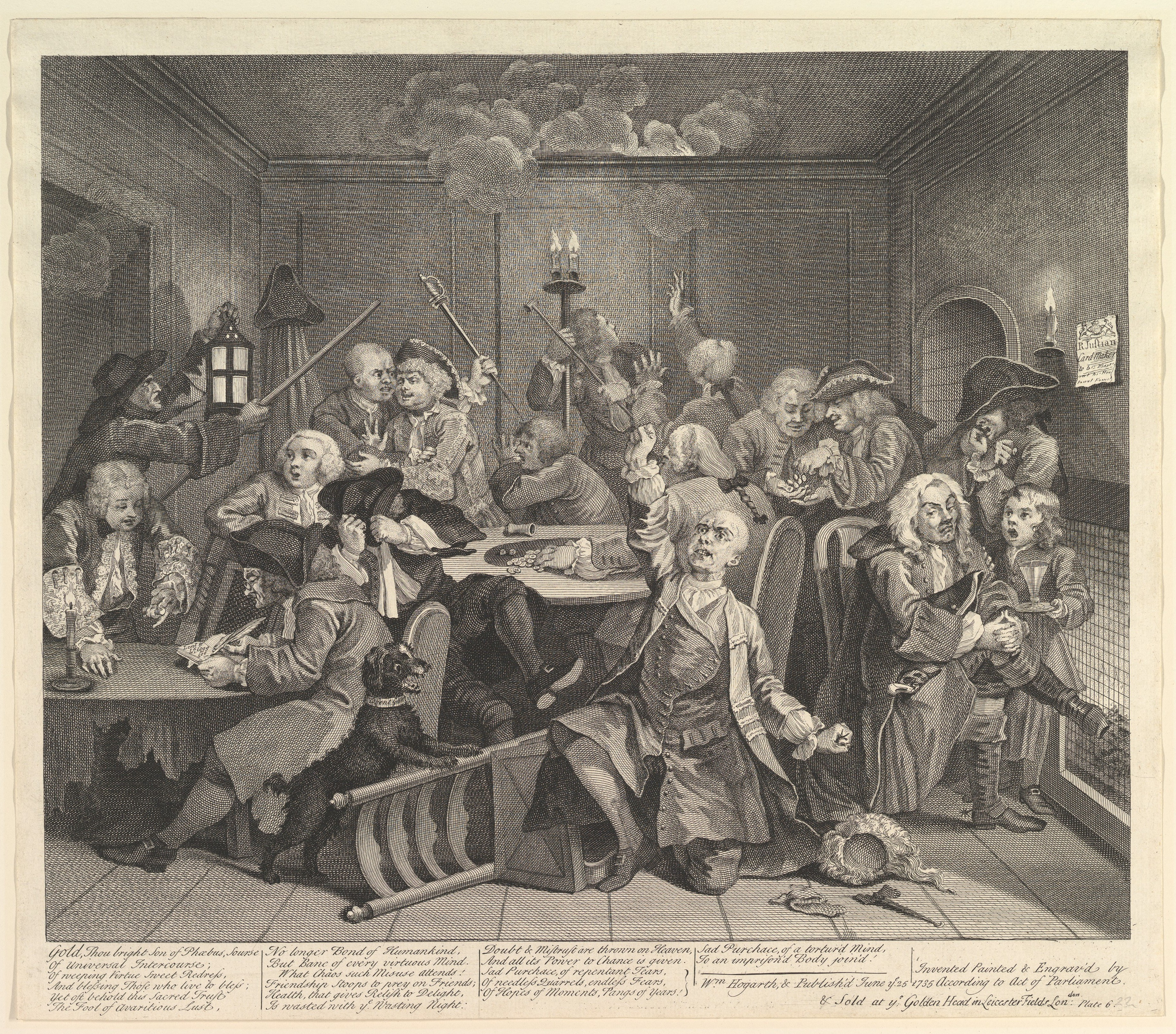
Estampe de William Hogarth dans La Carrière d'un libertin (1735).

La loi de droit d'auteur connue comme The Engraving Copyright Act 1735 (littéralement « loi de droit d'auteur de la gravure de 1735 ») ou Engravers' Copyright Act (littéralement « loi de droit d'auteur des graveurs » ; 8 Geo.2 c.13) est une loi du Parlement de Grande-Bretagne lue pour la première fois le 2 mars 1735 et adoptée le 25 juin 1735 pour protéger les producteurs de gravures : la loi interdit de tirer des estampes d'art sans l'accord contractuel de l'auteur.
Elle est aussi connue sous le nom de Hogarth's Act, d'après l'artiste britannique William Hogarth, qui en a été l'instigateur avec l'aide d'autres graveurs. Destinée dans un premier temps aux œuvres originales, elle a rapidement été étendue aux gravures de reproduction.
Cette loi fait suite à la première loi britannique sur les droits d'auteur des artistes, la Copyright Act de 1710, et fait partie d'une série de lois de droits d'auteur entre 1734 et 1888. Elle est abrogée en 1911 par une nouvelle loi de droit d'auteur (en), qui prévoit un nouveau statut commun à toutes les formes de droit d'auteur.

## Contexte et histoire
Au XVIIIe siècle, l'art de l'estampe est en plein essor, avec William Hogarth en chef de file. Ses tableaux narratifs sont facilement reproductibles en gravure et ses estampes originales sont destinées au grand public. Il réalise notamment une série de tableaux (1731) et surtout de gravures (1732), La Carrière d'une prostituée, qui rencontre un très fort succès. Ses estampes sont réimprimées et copiées sans le consentement de l'artiste. Il décide alors de lancer une pétition auprès de plusieurs graveurs en 1735, laquelle est à l'origine du projet de loi. L’Engraving Copyright Act voté en 1735 étend ainsi les droits d'auteur qui n'existaient jusqu'alors que pour la littérature grâce au Copyright Act de 1710 à l'art visuel et devient vital pour la préservation de la qualité de la production artistique dans le marché de l'art londonien naissant,.
Après plusieurs lois passées sur les droits d'auteur entre 1734 et 1888, la Loi sur le droit d'auteur de 1911 (en) abroge l’Engraving Copyright Act par les sections 36 et 37(2), et schedule 2, qui stipulent un nouveau statut commun à toutes les formes de droit d'auteur.

## Définition et portée de la loi
Le titre complet de la loi est : An Act for the encouragement of the arts of designing, engraving, and etching historical and other prints, by vesting the properties thereof in the inventors and engravers, during the time therein mentioned, soit « Une loi pour encourager les arts du dessin et de l'estampe, historique ou autre, en conférant les propriétés de celles-ci aux inventeurs et graveurs, dans la durée mentionnée à cet égard » (d'une durée de 14 ans).
C'est la première fois que la loi de copyright est étendue à autre chose qu'à la littérature. Le commentaire de la loi décrit le lobbying d'un groupe d'artistes graveurs menés par William Hogarth et détaille les points communs et les différences avec le « Statute of Anne » (1710). Alors que cette loi était destinée à réguler la production physique du livre, la « Loi de Hogarth » fait une distinction plus subtile entre l'objet physique et le sujet même qui est protégé, en l'occurrence l'image gravée.
Selon l'historien de l'art Mark Rose, « la loi ne protège que les estampes qui incluent un travail original et fait donc, implicitement, une distinction entre les artistes et les simples artisans. Rapidement, cependant, le Parlement fut convaincu d'étendre la protection à toutes les gravures. », sous l'impulsion du graveur et marchand d'art Gerard Vandergucht.